# Parafia św. Anny na Watykanie
Parafia św. Anny na Watykanie – rzymskokatolicka parafia znajdująca się w diecezji rzymskiej, w wikariacie generalnym Państwa Watykańskiego, na Watykanie. Parafię prowadzą augustianie.
Parafia służy pracownikom Kurii Rzymskiej oraz pielgrzymom.

## Historia
Parafię erygował papież Pius XI 30 maja 1929, po powstaniu państwa Watykan.